# Lukáš Vašina
Lukáš Vašina (6. července 1999, Ústí nad Orlicí) je český volejbalista a reprezentant České republiky ve volejbale. Hraje na pozici smečaře. V sezóně 2023/2024 působil v klubu GKS Katowice. Od sezóny 2024/2025 působí v klubu Asseco Resovia Rzeszów.
Jeho otec je Lubomír Vašina, v současné době je trenérem VK Trox Příbram.

## Týmové úspěchy
České mistrovství:
- 2021[3]

## Úspěchy v české reprezentaci
Mistrovství Evropy U19:
- 2017[4]

Mistrovství Evropy U21:
- 2018